# Evis Kushi
Evis Kushi, née le 7 octobre 1975 à Elbasan, est une femme politique albanaise. Elle est la 52e ministre de l'Éducation, des Sports et de la Jeunesse (en) d'Albanie, poste qu'elle occupe depuis le 14 septembre 2020.

## Biographie
Evis Kushi naît à Elbasan le 7 octobre 1975.
Elle commence sa carrière en 1998 comme maître de conférence en "bases du marketing et d'économétrie" au sein de l'université Aleksander Xhuvani (en) d'Elbasan,. Entre 2010 et 2012, Evis Kushi occupe le poste de chef du département "Économie et droit" de l'université, puis devient la doyenne de la faculté d'économie entre 2012 et 2013.
En 2013, elle devient représentante de la région d'Elbasan au sein du parlement albanais, et fait partie de la commission d'économie et des finances.
Evis Kushi est membre du Parti socialiste depuis mars 2013. En avril 2016, elle devient membre de la présidence du parti.
Le 14 septembre 2020, elle est nommée ministre de l'Éducation au sein du gouvernement Rama II à la suite du départ de Besa Shahini (en),.
Elle parle couramment l'anglais, l'italien et le français.

## Vie personnelle
Elle est mariée et a deux filles, Ana et Luna.